# Erika Dobosiewicz
Erika Dobosiewicz (Varsovia, Polonia, 5 de noviembre de 1967-Ciudad de México, México, 29 de marzo de 2023) fue una violinista polaca-mexicana. Tuvo una extensa carrera como solista. 
Fue también la concertino de la Orquesta Filarmónica de la Ciudad de México, la Orquesta Sinfónica Nacional de México y la Orquesta del Teatro de Bellas Artes de México.

## Biografía
Erika Dobosiewicz nació en Varsovia, el 5 de noviembre de 1967. Creció en un entorno musical, pues algunos de sus familiares se dedicaban a la música: “mi madre cantaba, mis padres son jazzistas”.

### Estudios
Dobosiewicz estudió música en la Universidad de Música Fryderyk Chopin de Varsovia, donde se graduó con honores. Más adelante realizó su posgrado en Bélgica, en el Real Conservatorio de Música de Gante.

### Trayectoria
Fue solista en diversas orquestas de América del Sur, Japón, Europa y Canadá, y también participó en ensambles de cámara. Colaboró con Krzysztof Penderecki, Yehudi Menuhin, Jorge Mester, Howard Shelley, Enrique Bátiz, Luis Herrera de la Fuente, Carlos Miguel Prieto y Marco Parisotto.

Erika Dobosiewicz, en la Sala Ollin Yoliztli, en 2015.

Dobosiewicz llegó a México en 1992, invitada por el director Luis Herrera de la Fuente para participar en el Festival Internacional de Música de Morelia. Durante su carrera en México participó como solista en diversas salas de concierto y en agrupaciones como la Orquesta de Cámara de Morelia, la Orquesta Sinfónica del Estado de Michoacán (Osidem), la Orquesta Sinfónica de la Universidad de Guanajuato (OSUG), la Orquesta Filarmónica de la UNAM, la Orquesta de Cámara de Bellas Artes (OCBA), la Orquesta Sinfónica de la Universidad Autónoma del Estado de Hidalgo (OSUAEH), la Orquesta Sinfónica del Estado de Puebla (OSEP), la Orquesta Filarmónica de Jalisco, la Orquesta Filarmónica de la Universidad de Chihuahua, la Camerata de Coahuila y la Orquesta Sinfónica de Aguascalientes, entre otras. De 2007 a 2009 fue la concertino de la Orquesta Sinfónica Nacional y más adelante se convirtió en la concertino de la Orquesta Filarmónica de la Ciudad de México.
Impartió clases maestras en diversos estados de México, como en el Festival de la Ciudad de Oaxaca. También dio clases en el Conservatorio de las Rosas, en Morelia, entre 1995 y 1997.
En 2015 participó en el Festival Bach de Trujillo, Perú.

## Vida personal
Tuvo una gran admiración y acercamiento con la cultura náhuatl, a través de hablantes nativos con quienes obtuvo contacto y aprendizaje de ese idioma.
La artista enfrentó un cáncer de ovario con metástasis en el hígado y en el pulmón izquierdo, que se diagnosticaron en enero de 2022 y que superó, aunque su salud decayó durante marzo de 2023 hasta su fallecimiento el 30 de marzo de ese mismo año, a los 55 años. Le sobreviven dos hijos.

## Premios y reconocimientos
- Premio en el concurso de violín "Ruth Railton" en Varsovia.
- Concurso de Música de Cámara en el Festival de Schleswig-Holstein, en Alemania.
- Concurso Internacional de Música de Cámara de Lodz, Polonia.
- Concurso Ravel en Saint Jean de Luz, en Francia.
- 1992, Primer lugar en el Concurso Internacional “Henryk Szeryng”, en Toluca.[13]

## Discografía
- 1999,  La musique mexicaine au XXe siècle, vol. II. Quindecim.[18]
- 2004, Piramidal: Barroco Hispanoamericano. Urtext.[19]
- 2014, Ponce Inédito. Cameristas de México, Luis Humberto Ramos, director; Gabriela Thierry, mezzosoprano; Erika Dobosiewicz, violín. Tempus.[20]
- Tres Sonatas para violín y piano de Johannes Brahms con E. Wolanin[13]
- Concierto para violín y orquesta “Per La Solennità di San Lorenzo”, de A. Vivaldi, con la “Capella Puebla”, dirigida por Horacio Franco.[13]
- Tres sonatinas y el gran dúo para violín y piano de Franz Schubert, con A. Pashkov.[13]
- Concierto para violín y orquesta de Manuel M. Ponce, con la Orquesta Filarmónica de Querétaro, dirigida por J. G. Flores.[13]